# Glencoe (Alabama)
Glencoe è un comune degli Stati Uniti d'America situato nella contea di Etowah dello Stato dell'Alabama.